# Siocon
Siocon é um município de  primeira classe de renda municipal (d) na província Zamboanga do Norte, nas Filipinas. De acordo com o censo de 1 de maio  de  2020 possui uma população de 48 524 pessoas e 11 885 domicílios.